# Reino de Mulondo
O Reino de Mulondo era um pequeno estado independente cujo território faz hoje parte de Angola. Foi conquistado pelos portugueses em 1905.
Mulondo era um dos três reinos nhaneca-humbes, juntamente com o Reino de Humbe e o Reino de Camba. Em 1850 a sua população era estimada em 16,000 a 18,000 almas mas por então já tinha perdido muita gente devido a guerras inter-étnicas. A "embala" do régulo do Mulondo era uma fortaleza circular de paliçada com cerca de 500 metros de diâmetro e 5 metros de altura, formada por paus de mutiate secos, descascados e afiados, entrelaçados por uma sebe viva de espinheiro. Revestia o interior desta paliçada uma camada de terra argilosa.
Tal como nos restantes reinos nhaneca-humbes, o uso de calças era reservado ao régulo, razão pela qual era pouco visitado por europeus.
Como o rei Haugalo era abusivo, levava ao êxodo da população autóctone e hostilizava os portugueses, o reino foi ocupado pelo capitão Alves Roçadas entre 23 de Setembro e 25 de Outubro de 1905, sendo fundado a 3 de Novembro o Forte Roçadas, perto do vau de Handjabero.